# Acolastus khnzoriani
Acolastus khnzoriani is een keversoort uit de familie bladkevers (Chrysomelidae). De wetenschappelijke naam van de soort werd in 1976 gepubliceerd door Lopatin.